# Cristian Sanavia
Cristian Sanavia (født 27. februar, 1975 i Piove di Sacco, Italien), er en professionel bokser i super-mellemvægt-klassen.
Sanavia blev professionel i 1997 og blev WBC super-mellemvægt-verdensmester i 2004 da han slog Markus Beyer i en uenig pointafgørelse. Han mistede titlen i sin næste kamp, der var en rematch mod Beyer. Beyer vandt på teknisk knockout i 6. omgang. Sanavia bokser stadig, men har ikke kæmpet om en større titel siden og tabt 2 gange til både Karo Murat og Danilo Haussler (hvor den anden var en uafgjort). I 2012 boksede han i Frederikshavn i Danmark hvor tabte på teknisk knockout i 4. omgang til britiske James DeGale